# Калиновское сельское поселение (Чечня)
Калиновское се́льское поселе́ние — муниципальное образование в Наурском районе Чечни Российской Федерации.
Административный центр — станица Калиновская.

## История
Статус и границы сельского поселения установлены Законом Чеченской Республики от 14 июля 2008 года № 47-РЗ «Об образовании муниципального образования Наурский район и муниципальных образований, входящих в его состав, установлении их границ и наделении их соответствующим статусом муниципального района и сельского поселения».

## Население
| 2010  | 2012  | 2013  | 2014  | 2015  | 2016    | 2017  |
| ----- | ----- | ----- | ----- | ----- | ------- | ----- |
| 8646  | ↗8718 | ↗8815 | ↗8868 | ↗8979 | ↗9154   | ↘9092 |
| 2018  | 2019  | 2020  | 2021  | 2023  | 2024    |       |
| ↗9160 | ↗9237 | ↘9120 | ↗9924 | ↗9953 | ↗10 015 |       |

## Состав сельского поселения
| № | Населённый пункт | Тип населённого пункта          | Население |
| - | ---------------- | ------------------------------- | --------- |
| 1 | Калиновская      | станица, административный центр | ↗9239     |
| 2 | Козлов           | хутор                           | ↘30       |
| 3 | Постный          | хутор                           | ↗396      |
| 4 | Селиванкин       | хутор                           | ↘232      |